# شامبيرونية
شامبيرونية أو كينتية شعاعية "مرادف" (الاسم العلمي: Chambeyronia)، جنس نباتات مُزهرة من فصيلة النخلية.تشتمل على تسعة أنواع، كلها متوطنة في كاليدونيا الجديدة.
سُمي الجنس على اسم تشارلز ماري ليون شامبيرون (1827 - 1891)، وهو ضابط بحري وعالم وصف مائي فرنسي، قام برسم خريطة لمعظم ساحل كاليدونيا الجديدة وساعد فيلارد في استكشاف الجزيرة.

## الأنواع
- Chambeyronia divaricata (Brongn.) Hodel & C.F.Barrett
- Chambeyronia houailouensis Hodel & C.F.Barrett
- Chambeyronia huerlimannii (H.E.Moore) Hodel & C.F.Barrett
- Chambeyronia lepidota H.E.Moore
- Chambeyronia macrocarpa (Brongn.) Vieill. ex أدواردو بيكاري
- Chambeyronia magnifica (H.E.Moore) Hodel & C.F.Barrett
- Chambeyronia oliviformis (Brongn. & Gris) Hodel & C.F.Barrett
- Chambeyronia piersoniorum (Pintaud & Hodel) Hodel & C.F.Barrett
- Chambeyronia pyriformis (Pintaud & Hodel) Hodel & C.F.Barrett